# Vagina dentata
Vagina dentata (лат. зубаста вагіна) — міфологічна частина жіночого тіла — вагіна з зубами.
Цей міф можна знайти в багатьох культурах. Найчастіше він зустрічається у вигляді застережливих розповідей, попереджень про небезпеку сексу з незнайомими людьми і як запобігання зґвалтуванням.
Згідно з міфом індіанців вай-вай, прабатьки-близнюки Ваші і Маварі (у яких були величезні пеніси) зловили у воді жінок, що мали вагіни із зубами. Нетерплячий Ваші, намагаючись згвалтувати жінку, мало не загинув, але позбувся частини пеніса. Маварі ж здобув чарівний наркотичний засіб, приспав жінку та видалив з її вагіни зуби піраньї.
У міфах індіанців кроу і манданів виступають три сестри-оленихи з зубастими вагінами, яких зустрічає герой, а одружується він з четвертою.
У низці міфів індіанців салішів деміург Місяць перемагає спокусницю з зубастою вагіною та постановляє, що жінки більше не будуть небезпечні.
На основі міфу про вагіну з зубами в 2007 році був знятий фільм «Зуби». У цьому фільмі таку природну мутацію виявляє у себе старанна та цнотлива школярка, коли під час першого сексу ненавмисно каструє та вбиває свого бойфренда.